# Jean-Baptiste Louis Andrault de Maulévrier
Jean-Baptiste Louis Andrault, marquès de Maulévrier-Langeron, comte de Chevrières i de Banains, baró d'Oye, senyor d'Artois, de Chené i de Bons (3 de novembre de 1677 — 20 de març de 1754) fou un militar i polític francès dels segles XVII i XVIII.

## Biografia

### Orígens familiars
Jean-Baptiste Louis Andrault era descendent de la casa d'Andrault, una antiga família de França originària del Nivernais.

### Carrera militar
Va servir com a ajudant de camp del mariscal Catinat a Itàlia. Va ascendir a general de brigada el 1704, tinent general el 1720 i mariscal de França el 1745. Fou ambaixador extraordinari pel rei a la cort d'Espanya el 1720.